# Jewel of the Seas
O Jewel of the Seas é um navio de cruzeiros operado pela companhia norte-americana Royal Caribbean International.

## Características
O navio com 30 metros de boca e 290 metros de comprimento, tem 90 090 de tonelagem bruta .